# Associazione Calcio Lumezzane 2007-2008
Questa pagina raccoglie le informazioni riguardanti l'Associazione Calcio Lumezzane nelle competizioni ufficiali della stagione 2007-2008.

## Stagione
Nella stagione 2007-08 il Lumezzane ha disputato il girone A del campionato di Serie C2, con 52 punti in classifica ha ottenuto la terza posizione ed il diritto di partecipare ai playoff, che ha poi vinto battendo in semifinale il Rodengo Saiano, ed in finale il Mezzocorona, ottenendo la promozione in Serie C1, il torneo è stato vinto con 57 punti dal Pergocrema che è salito in Serie C1 direttamente. La scorsa stagione, salvezza acciuffata ai Play-out, in questa stagione invece promozione in Serie C1, colta ai Play-off. La squadra valgobbina di Leonardo Menichini parte forte, al termine del girone di andata con 33 punti è in testa da sola. Nel girone di ritorno un calo vistoso fa presagire brutte sensazioni, perde posizioni rispetto al Pergocrema ed al Carpenedolo, riece a mantenere di misura la terza posizione. Nei Play-off non parte favorita, rispetto a Mezzocorona e Carpenedolo, che hanno chiuso il torneo in crescendo. Ma compie il miracolo, nella semifinale supera in un derby bresciano il Rodengo Saiano, ed in finale ottiene due (0-0) preziosi, perché in campionato i veronesi hanno raccolto 51 punti, uno in meno del Lumezzane, che sale in Serie C1. In quanto in caso di parità di punteggio dopo la gara di ritorno, per determinare la squadra vincente, si tiene conto della miglior posizione in classifica, al termine delle 34 giornate regolamentari. Nella Coppa Italia di Serie C i rossoblù hanno disputato il girone E di qualificazione, che ha promosso il Rodengo Saiano.

## Rosa
| N. |                   | Ruolo | Calciatore           |
| -- | ----------------- | ----- | -------------------- |
|    | Italia (bandiera) | C     | Giovanni Arioli      |
|    | Italia (bandiera) | C     | Davide Bersi         |
|    | Ghana (bandiera)  | A     | Evans Agyeman Boakje |
|    | Italia (bandiera) | P     | Luca Brignoli        |
|    | Italia (bandiera) | D     | Emanuele Bruni       |
|    | Italia (bandiera) | C     | Giovanni Campo       |
|    | Italia (bandiera) | C     | Michele Cazzarò      |
|    | Italia (bandiera) | C     | Vittorio De Carlo    |
|    | Italia (bandiera) | D     | Fabio Femiano        |
|    | Italia (bandiera) | A     | Stefano Franchi      |
|    | Italia (bandiera) | D     | Stefano Ghidini      |
|    | Italia (bandiera) | A     | Umberto Improta      |

| N. |                   | Ruolo | Calciatore            |
| -- | ----------------- | ----- | --------------------- |
|    | Italia (bandiera) | C     | Andrea Loiacono       |
|    | Italia (bandiera) | A     | Denis Maccan          |
|    | Italia (bandiera) | A     | Davide Mazzini        |
|    | Italia (bandiera) | C     | Daniele Pedruzzi      |
|    | Italia (bandiera) | A     | Lorenzo Pinamonte     |
|    | Italia (bandiera) | D     | Michele Pini          |
|    | Italia (bandiera) | A     | Francesco Quintavalla |
|    | Italia (bandiera) | C     | Mario Rebecchi        |
|    | Italia (bandiera) | C     | Marco Russo           |
|    | Italia (bandiera) | D     | Mauro Treccani        |
|    | Italia (bandiera) | P     | Roberto Zaina         |
|    | Italia (bandiera) | P     | Davide Zomer          |

## Risultati

### Campionato

#### Girone di andata
| Arbitro: | Di Paolo (Avezzano) |

|                   |           |             |
| Federici 54’, 83’ | Marcatori | 59’ Mazzini |

| Arbitro: | Bellutti (Trento) |

|                                            |           |                                |
| Pinamonte 6’ (rig.), 61’ (rig.) Maccan 45’ | Marcatori | 44’ Bachlechner 65’ Pontarollo |

| Arbitro: | Penno (Nichelino) |

|                |           |  |
| Cotellessa 56’ | Marcatori |  |

| Arbitro: | Barbiero (Vicenza) |

|            |           |  |
| Maccan 56’ | Marcatori |  |

| Arbitro: | Manera (Castelfranco Veneto) |

|            |           |                                                        |
| Zagari 11’ | Marcatori | 7’ (aut.) Cazzamalli 36’ Goisis 69’ Maccan 89’ Mazzini |

| Arbitro: | Ostinelli (Como) |

|          |           |                                          |
| Riva 29’ | Marcatori | 33’, 54’ Maccan 47’ Mazzini 64’ M. Russo |

| Arbitro: | Baracani (Firenze) |

|            |           |           |
| Maccan 30’ | Marcatori | 89’ Verón |

| Arbitro: | De Faveri (San Donà di Piave) |

|                                   |           |  |
| Oliveira 7’ Coppai 9’ Emerson 19’ | Marcatori |  |

| Arbitro: | Bolano (Livorno) |

|                                   |           |  |
| Goisis 39’ M. Russo 52’ Campo 53’ | Marcatori |  |

| Arbitro: | Gallione (Alessandria) |

|                                       |           |                                        |
| Baido 30’ (rig.), 45+1’ Allegrini 80’ | Marcatori | 6’ Campo 18’, 26’ Maccan 67’ Pinamonte |

| Arbitro: | Tasso (La Spezia) |

|                              |           |             |
| Goisis 39’ Maccan 51’ (rig.) | Marcatori | 36’ Florean |

| Arbitro: | D'Agostino (Empoli) |

|            |           |  |
| Maccan 40’ | Marcatori |  |

| Arbitro: | Donati (Forlì) |

|           |           |  |
| Sergi 41’ | Marcatori |  |

| Arbitro: | Chericoni (Pisa) |

|                 |           |               |
| Maccan 41’, 72’ | Marcatori | 60’ Di Loreto |

| Arbitro: | Zanichelli (Genova) |

|               |           |            |
| M. Bonomi 27’ | Marcatori | 21’ Maccan |

| Lumezzane 2 dicembre 2007 16ª giornata | Lumezzane                         | 0 – 0 | Pavia | Nuovo Stadio Comunale\| Arbitro: \| Gallo (Barcellona Pozzo di Gotto) \| |
| Arbitro:                               | Gallo (Barcellona Pozzo di Gotto) |       |       |                                                                          |

| Arbitro: | Cafani Panico (Cassino) |

|             |           |                         |
| Pesenti 20’ | Marcatori | 13’ Maccan 43’ M. Russo |

#### Girone di ritorno
| Arbitro: | Passeri (Gubbio) |

|                         |           |             |
| Maccan 29’ Rebecchi 46’ | Marcatori | 15’ A. Frau |

| Arbitro: | Tagarelli (Termoli) |

|                            |           |                 |
| Fiumicelli 13’ Bertani 59’ | Marcatori | 90+1’ Pinamonte |

| Arbitro: | Viti (Campobasso) |

|                          |           |             |
| Maccan 53’ Pinamonte 79’ | Marcatori | 45’ Alberti |

| Arbitro: | Zonno (Bari) |

|                                      |           |                                      |
| Sabato 24’ Biava 38’ Campolonghi 71’ | Marcatori | 60’ M. Russo 74’ Goisis 82’ E. Bruni |

| Arbitro: | Doveri (Aprilia) |

|                                |           |                           |
| Maccan 3’ Pinamonte 89’ (rig.) | Marcatori | 51’ Le Noci 60’ Malatesta |

| Arbitro: | Tramontina (Udine) |

|                                          |           |                              |
| Pinamonte 29’ (rig.), 73’ U. Improta 85’ | Marcatori | 7’ Fiumicelli 72’ M. Scapini |

| Arbitro: | Merchiori (Ferrara) |

|             |           |                            |
| Ghidini 63’ | Marcatori | 15’ Rebecchi 54’ Pinamonte |

| Arbitro: | Meli (Parma) |

|  |           |              |
|  | Marcatori | 88’ Di Piedi |

| Arbitro: | Marrocco (Pisa) |

|                    |           |           |
| Gambino 60’ (rig.) | Marcatori | 52’ Campo |

| Arbitro: | Magno (Catania) |

|  |           |                                             |
|  | Marcatori | 45+3’ Lavrendi 81’ Panizza 84’ (rig.) Baido |

| Arbitro: | Ferraioli (Nocera Inferiore) |

|              |           |  |
| Andreini 60’ | Marcatori |  |

| Arbitro: | Corletto (Castelfranco Veneto) |

|                         |           |  |
| Movilli 71’ Palumbo 83’ | Marcatori |  |

| Arbitro: | Cervellera (Taranto) |

|               |           |                              |
| Pinamonte 86’ | Marcatori | 7’ Lepore 16’, 58’ Del Sante |

| Arbitro: | Colasanti (Grosseto) |

|                |           |  |
| Vasoio 5’, 40’ | Marcatori |  |

| Lumezzane 20 aprile 2008 32ª giornata | Lumezzane         | 0 – 0 | Rodengo Saiano | Nuovo Stadio Comunale\| Arbitro: \| Stallone (Foggia) \| |
| Arbitro:                              | Stallone (Foggia) |       |                |                                                          |

| Arbitro: | Zonno (Bari) |

|                |           |                          |
| B. Carbone 38’ | Marcatori | 23’ Pinamonte 36’ Maccan |

| Arbitro: | Peruzzo (Schio) |

|  |           |             |
|  | Marcatori | 89’ D. Lodi |

### Play-off
| Arbitro: | Barletta (Bernalda) |

|           |           |            |
| Maccan 2’ | Marcatori | 69’ Bonomi |

| Arbitro: | La Rocca (Ercolano) |

|  |           |           |
|  | Marcatori | 7’ Maccan |

| Trento 1º giugno 2008 Finale - Andata | Mezzocorona        | 0 – 0 | Lumezzane | Stadio Briamasco\| Arbitro: \| Baracani (Firenze) \| |
| Arbitro:                              | Baracani (Firenze) |       |           |                                                      |

| Lumezzane 8 giugno 2008 Finale - Ritorno | Lumezzane          | 0 – 0 (d.t.s.) | Mezzocorona | Nuovo Stadio Comunale\| Arbitro: \| Calvarese (Teramo) \| |
| Arbitro:                                 | Calvarese (Teramo) |                |             |                                                           |